# 1978 Голяма награда на САЩ-запад
1978 Голяма награда на САЩ-запад е 3-то за Голямата награда на САЩ-запад и четвърти кръг от сезон 1978 във Формула 1, провежда се на 2 април 1978 година на пистата Лонг Бийч в Калифорния, САЩ.

## История на кръга
Хескет са отново с нов пилот, този път в лицето на Дерек Дейли който успя да впечатли всички с карането си по време на нешампионатно състезание на Силвърстоун. Другата промяна в стартовия списък е присъствието на Дани Онгъс и Интерскоуп Рейсинг, които имат на разположение Шадоу DN9, както и Ханс-Йоахим Щук в заводския отбор.

### Квалификация
Заради характеристиката на трасето, организаторите решават да дадат участие само 22-ма за състезанието, а отборите които не са членове на ФОКА ще трябват да участват в пре-квалификация като най-бързите четирима продължават в главната квалификация. Рикардо Патрезе даде най-добро време в пре-квалификацията пред Артуро Мерцарио, Брет Лънгър и съотборника на Патрезе в Ероуз, Ролф Щомелен, означавайки края на участието за Дейли, Онгъс, Кеке Розберг и Хектор Ребак.
Гумите Мишлен помогнаха на Карлос Ройтеман да вземе пола пред съотборника си във Ферари, Жил Вилньов. Ники Лауда с Брабам остана на десета от времето на канадеца, пред Марио Андрети, Джон Уотсън, Рони Петерсон, Джеймс Хънт, Алън Джоунс, Патрезе и Джоди Шектър. Щук заедно с Дидие Пирони, Лънгър и Ламберто Леони са пилотите които са елиминирани от по-нататъшно участие.

### Състезание
Пирони успя да си гарантира участие в състезанието от организаторите, след като Съртис-а на Рупърт Кийгън е даден на Виторио Брамбила, а преди това първоначалната първа резерва Щук остана без болид, заради инцидента си в събота от който повреди Шадоу-а си. След инцидентите още на старта на състезанието през 1977, стартовата линия е преместена на Шорлайн Драйв, докато боксовете са в оригиналната си позиция. Това се оказа добър ход отстрана на организаторите след като всички пилоти успяват да потеглят без проблеми. Уотсън обаче повлече със себе си Ройтеман на фибата, но без да се ударят като с това даде шанс на Вилньов да поведе за първи път колоната пред Лауда. През това време АТС-а на Жан-Пиер Жарие и Мерцарио-то на неговия собственик са първите посетили бокса след инцидент между двамата.
Хънт изостана от водещата група в шестата обиколка поради завъртане, а четири обиколки по-късно Уотсън преустанови участието си с повреда в скоростната кутия. Отпадането на Уотсън остави Лауда на втора позиция, но австриеца не отговори на темпото зададено от Вилньов. Състезанието взе поредната си жертва, след като Йохен Мас напусна с проблеми по спирачките. Джоунс се намира зад Лотус-а на Андрети до 19-а обиколка, когато австралиеца изпревари американеца. Пирони отпада от състезанието със счупена скоростна кутия в 25-а обиколка следван от Лауда две обиколки по-късно, когато запалителя на неговия Брабам се повреди, оставейки Ферари-тата на първа и втора позиция и Джоунс на трета.
Състезанието на Вилньов приключва, когато канадецът опитва да затвори с обиколка „Шадоу“-а на Клей Регацони. Предната дясна гума на Ферари-то удари задната лява на Шадоу-а, което го изпрати във въздуха и право към мантинелите. За щастие двамата се отърваха без контузии, но това прати Ройтеман на лидерска позиция пред Джоунс, Андрети, Петерсон, Шектър и Депайе. В 43-та обиколка се случи нова драма, когато предното крило на Уилямс-а на Джоунс се откачи при преследването срещу Ройтеман. Това обаче не притесни много австралиеца, но вместо това загуби контакт с лидера. Малко по-назад Патрезе удари джантата си в мантинелите и италианеца е принуден да спре в бокса за смяна на нова гума. Междувременно Патрик Тамбей успя да намали преднината на Шектър и в 60-а обиколка се доближи до Волф-а, преди да се случи инцидент между двамата, от който южно-африканеца отпада от надпреварата с повреда по окачването, а Тамбей продължи въпреки леко повредената предна гума.
Проблеми по двигателя забави още повече Джоунс и в 63-та обиколка Андрети мина пред Уилямс-а, докато преднината на Ройтеман е толкова голяма, че аржентинеца си позволи да намали темпото, което леко го разконцентрира в 65-а обиколка когато Ферари-то се завъртя на 360 градуса. Ройтеман продължи за сметка на загубени пет секунди от Лотус-а. Проблемите на Джоунс позволи на Депайе, а после и на Петерсон, Тамбей, Лафит и Патрезе да го изпреварят. Лижие-то на Жак се опита да изпревари Макларън-а на Тамбей със само четири тура до финала, но не прецени добре атаката като с това той удари сънародника си, пращайки го извън надпреварата.
Ройтеман финишира състезанието за своята втора победа за сезона, което го прати начело в класирането при пилотите пред втория Андрети. Добрата форма на Депайе продължи с трето място пред Петерсон, докато Лафит пресече финала пети въпреки повреденото предно крило от инцидента си с Тамбей. Патрезе постига първите точки за Ероуз с шеста позиция пред Джоунс, Емерсон Фитипалди, Щомелен, Регацони и Жарие.

## Класиране
| Поз  | No | Пилот             | Конструктор       | Обиколки | Време/Отпадане      | Място | Точки |
| ---- | -- | ----------------- | ----------------- | -------- | ------------------- | ----- | ----- |
| 1    | 11 | Карлос Ройтеман   | Ферари            | 80       | 1:52:01.301         | 1     | 9     |
| 2    | 5  | Марио Андрети     | Лотус-Форд        | 80       | +11.061             | 4     | 6     |
| 3    | 4  | Патрик Депайе     | Тирел-Форд        | 80       | +28.951             | 12    | 4     |
| 4    | 6  | Рони Петерсон     | Лотус-Форд        | 80       | +45.603             | 6     | 3     |
| 5    | 26 | Жак Лафит         | Лижие-Матра       | 80       | +1:22.884           | 14    | 2     |
| 6    | 35 | Рикардо Патрезе   | Ероуз-Форд        | 79       | +1 Об.              | 9     | 1     |
| 7    | 27 | Алън Джоунс       | Уилямс-Форд       | 79       | +1 Об.              | 8     |       |
| 8    | 14 | Емерсон Фитипалди | Фитипалди-Форд    | 79       | +1 Об.              | 15    |       |
| 9    | 36 | Ролф Щомелен      | Ероуз-Форд        | 79       | +1 Об.              | 18    |       |
| 10   | 17 | Клей Регацони     | Шадоу-Форд        | 79       | +1 Об.              | 20    |       |
| 11   | 10 | Жан-Пиер Жарие    | АТС-Форд          | 75       | +5 Об.              | 19    |       |
| 12   | 8  | Патрик Тамбе      | Макларън-Форд     | 74       | Инцидент            | 11    |       |
| Отп  | 20 | Джоди Шектър      | Волф-Форд         | 59       | Инцидент            | 10    |       |
| Отп  | 19 | Виторио Брамбила  | Съртис-Форд       | 50       | Трансмисия          | 17    |       |
| Отп  | 15 | Жан-Пиер Жабуй    | Рено              | 43       | Турбо               | 13    |       |
| Отп  | 12 | Жил Вилньов       | Ферари            | 38       | Инцидент            | 2     |       |
| Отп  | 1  | Ники Лауда        | Брабам-Алфа Ромео | 27       | Запалване           | 3     |       |
| Отп  | 3  | Дидие Пирони      | Тирел-Форд        | 25       | Ск.кутия            | 22    |       |
| Отп  | 37 | Артуро Мерцарио   | Мерцарио-Форд     | 17       | Ск.кутия            | 21    |       |
| Отп  | 9  | Йохен Мас         | АТС-Форд          | 11       | Спирачки            | 16    |       |
| Отп  | 2  | Джон Уотсън       | Брабам-Алфа Ромео | 9        | Ск.кутия            | 5     |       |
| Отп  | 7  | Джеймс Хънт       | Макларън-Форд     | 5        | Инцидент            | 7     |       |
| НКв  | 18 | Рупърт Кийгън     | Съртис-Форд       |          | Тренировка-инцидент |       |       |
| НКв  | 16 | Ханс-Йоахим Щук   | Шадоу-Форд        |          | Тренировка-инцидент |       |       |
| НКв  | 30 | Брет Лънгър       | Макларън-Форд     |          |                     |       |       |
| НКв  | 22 | Ламберто Леони    | Инсайн-Форд       |          |                     |       |       |
| DNPQ | 32 | Кеке Розберг      | Теодор-Форд       |          |                     |       |       |
| DNPQ | 25 | Ектор Ребаке      | Лотус-Форд        |          |                     |       |       |
| DNPQ | 39 | Дани Онгъс        | Шадоу-Форд        |          |                     |       |       |
| DNPQ | 24 | Дерек Дейли       | Хескет-Форд       |          |                     |       |       |

## Класирането след състезанието
| Поз | Пилот             | Точки |
| --- | ----------------- | ----- |
| 1   | Карлос Ройтеман   | 18    |
| 2   | Марио Андрети     | 18    |
| 3   | Рони Петерсон     | 14    |
| 4   | Патрик Депайе     | 14    |
| 5   | Ники Лауда        | 10    |
| 6   | Емерсон Фитипалди | 6     |
| 7   | Джон Уотсън       | 4     |
| 8   | Жак Лафит         | 4     |

| Поз | Конструктор       | Точки |
| --- | ----------------- | ----- |
| 1   | Лотус-Форд        | 27    |
| 2   | Ферари            | 18    |
| 3   | Тирел-Форд        | 15    |
| 4   | Брабам-Алфа Ромео | 14    |
| 5   | Фитипалди-Форд    | 6     |
| 6   | Лижие-Матра       | 4     |
| 7   | Макларън-Форд     | 3     |
| 8   | Уилямс-Форд       | 3     |